# Азербайджан на Паралімпійських іграх
Азербайджан вперше брала участь у Паралімпійських іграх у 1996. Азербайджан не брав участі в Зимових Паралімпійських іграх.
Азербайджанські спортсмени мають в цілому 57 медалі. 

## Медалі

### На літніх Паралімпійських іграх
| Рік    | Золото | Срібло | Бронза | Загалом | Місце |
| 1996   | 0      | 0      | 0      | 0       | -     |
| 2000   | 0      | 1      | 0      | 1       | 60    |
| 2004   | 2      | 1      | 1      | 4       | 45    |
| 2008   | 2      | 3      | 5      | 10      | 38    |
| 2012   | 4      | 5      | 3      | 12      | 27    |
| 2016   | 1      | 8      | 2      | 11      | 48    |
| 2020   | 14     | 1      | 4      | 19      | 10    |
| Всього | 23     | 19     | 15     | 57      |       |